# Nombre pseudo-réel
Ne doit pas être confondu avec Nombre réel, Nombre surréel, Nombre superréel ou Nombre hyperréel.
 (novembre 2017).
Si vous disposez d'ouvrages ou d'articles de référence ou si vous connaissez des sites web de qualité traitant du thème abordé ici, merci de compléter l'article en donnant les références utiles à sa vérifiabilité et en les liant à la section « Notes et références ».
En mathématiques, un nombre pseudo-réel (terminologie introduite par Donald Knuth) est une généralisation des nombres surréels, correspondant à la suppression de la condition d'ordre dans la définition de ces derniers. Les nombres pseudo-réels peuvent être considérés comme des classes d'équivalence de jeux combinatoires, ou comme les valeurs de ces derniers. Une classe particulière de ces nombres, les nimbers, permet par exemple la résolution des jeux impartiaux.